# ألفرد ستيفن
ألفرد ستيفن (بالإنجليزية: Alfred Stephen) هو قاضي أسترالي، ولد في 20 أغسطس 1802 في سانت كيتس ونيفيس، وتوفي في 15 أكتوبر 1894.